# Gilbertiodendron klainei
Gilbertiodendron klainei é uma espécie vegetal da família Fabaceae.
Apenas pode ser encontrada no seguinte país: Gabão.